# Blackstone Department Store
Blackstone Department Store is een voormalig warenhuis in Los Angeles, Californië. De vlaggenschipwinkel staat sinds 2003 op de lijst van historisch-culturele monumenten van Los Angeles. Het met grijze terracotta beklede gebouw is in beaux-arts-stijl.

## Geschiedenis
In 1895 opende Nathaniel Blackstone, zwager van warenhuismagnaat J.W. Robinson, een winkel op Spring Street 171-173, op de locatie waar tot dan J.W. Robinson Co. gevestigd was.  De winkel, bekend onder de naam Blackstone's Dry Goods, verhuisde in 1898 naar het Douglas Building (destijds bekend als het New Stimson Block) op de noordwesthoek bam Third Street en Spring Street. De winkel had een oppervlakte van 1.900 m² verdeeld over de begane grond en de kelder. 
In 1906-1907 verhuisde N.B. Blackstone Co. naar South Broadway 318-322, in het nieuwe A.P. Johnson-gebouw, dat was ontworpen door Robert B. Young.

## South Broadway 901
In 1916 huurde Blackstone Parkinson in om zijn vlaggenschipwinkel verder naar het zuiden te ontwerpen, op de zuidwesthoek van 9th Street en Broadway. Het pand had  een frontbreedte van 27 meter aan Broadway en 50 meter aan 9th Street en kostte destijds $ 500.000. Het pand telde zes verdiepingen en twee kelderverdiepingen en werd geopend op 20 september 1917. 
In 1939 werd Blackstone's verkocht aan de Famous Department Store Company en gerenoveerd door Morgan, Walls &amp; Clements. Stiles O. Clements ontwierp de begane grond-gevel in de stijl van het Streamline Design; deze gevel geniet nu bescherming van de Los Angeles Conservancy. 
Het was ook het gebouw achter Harold Lloyd in de beroemde scène waarin hij een ander gebouw beklimt en verbazingwekkende stunts uitvoert terwijl hij aan de klok van het gebouw hangt - in de stomme film Safety Last! uit 1923. Dat jaar kregen de warenhuizen van Blackstone ongeveer 20 minuten gratis reclame in een zeer populaire film.